# Николай Евграфович Обосенко
Обосенко (Обозенко, Обозненко) Николай Евграфович — полковник, родился в 1866 г. В службе с 1887 г., офицером с 1890 г., есаул (1902—1903). Воевал в Вооруженных силах Юга России (ВСЮР) и Русской армии до эвакуации Крыма. Был ранен и эвакуирован в Бизерту на госпитальном судне «Цесаревич Георгий». Умер около 6 января 1921 г. на пути из Константинополя в Бизерту. На надгробной плите сохранилась следующая надпись: Obosenko Nicola Colonel Russe 6.1.1921.

## Место погребения

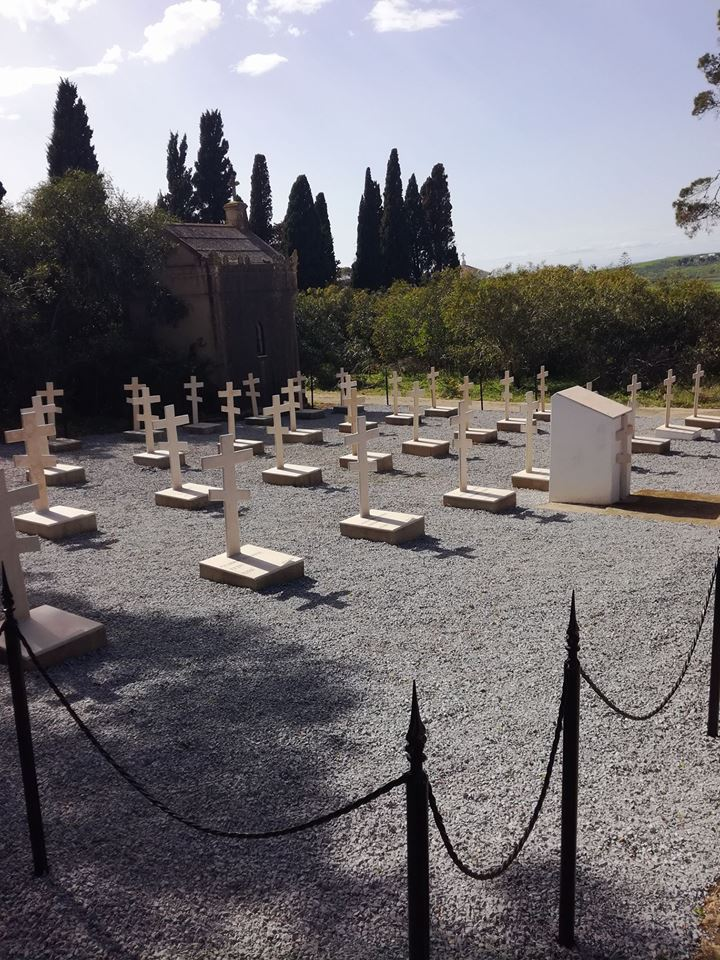
Русский участок на кладбище г. Мензель Бургиба

Захоронение Николая Евграфовича Обосенко находится на русском участке христианского кладбища г. Мензель-Бургиба (г. Ферривиль) в Тунисской Республике (37°10′09″ с. ш. 9°46′52″ в. д.) и входит в Перечень находящихся за рубежом мест погребения, имеющих для Российской Федерации историко-мемориальное значение (распоряжение Правительства Российской Федерации от 11.11.2010 г. № 1948-р, с изменениями от 28.08.2012 г. № 1551-р, от 04.03.2014 г. № 310-р, от 13.07. 2016 г. № 1493, от 09.06.2017 г. № 1197-р).
На христианском кладбище г. Мензель-Бургиба в Тунисе находится крупнейший в стране сербский военный некрополь с мемориалом периода Первой мировой войны. Русский участок находится недалеко от входа на кладбище, с правой стороны от центральной аллеи. Здесь расположены 35 русских захоронений, датирующихся в основном 1921 г. и связанных с историей Русского исхода и Русской эскадры, прибывшей в конце 1920 — начале 1921 г. в Бизерту.
Могила Н. Е. Обосенко поддерживается в надлежащем состоянии представительством Россотрудничества в Тунисской Республике, Посольством России в Тунисе и волонтерами Тунисской ассоциации «Российское наследие».